# 1059 هـ
1059 هـ هي سنة في التقويم الهجري امتدت مقابلةً في التقويم الميلادي بين سنتي 1649 و1650.

## وفيات
- أبو القاسم الغول الفشتالي
- محمد الحرفوشي